# George Washington Ewing
George Washington Ewing (* 29. November 1808 nahe Adairville, Kentucky; † 20. Mai 1888 ebenda) war ein US-amerikanischer Politiker.

## Werdegang
George Washington Ewing, zehntes Kind von Jane McLean (1769–1847) und Brigadegeneral Robert Ewing junior (1760–1832), der während des Unabhängigkeitskrieges und des Britisch-Amerikanischen Krieges diente, wurde ungefähr vier Jahre vor dem Ausbruch des Britisch-Amerikanischen Krieges im Logan County geboren und wuchs dort auf. Sein Vater zog von Virginia nach Kentucky und ließ sich bei Adairville nieder. Über seine Jugendjahre ist nichts bekannt. Ewing war mit Nannie L. (1821–1883) verheiratet. Er saß von 1842 bis 1844 sowie von 1859 bis 1863 im Repräsentantenhaus von Kentucky. Nach der Sezession von Kentucky vertrat er seinen Heimatstaat dann im Provisorischen Konföderiertenkongress sowie dem 1. und 2. Konföderiertenkongress. Er verstarb 1888 nahe Adairville und wurde dann dort auf dem Old Red River Meeting House Cemetery beigesetzt.